# Zuiraku-en

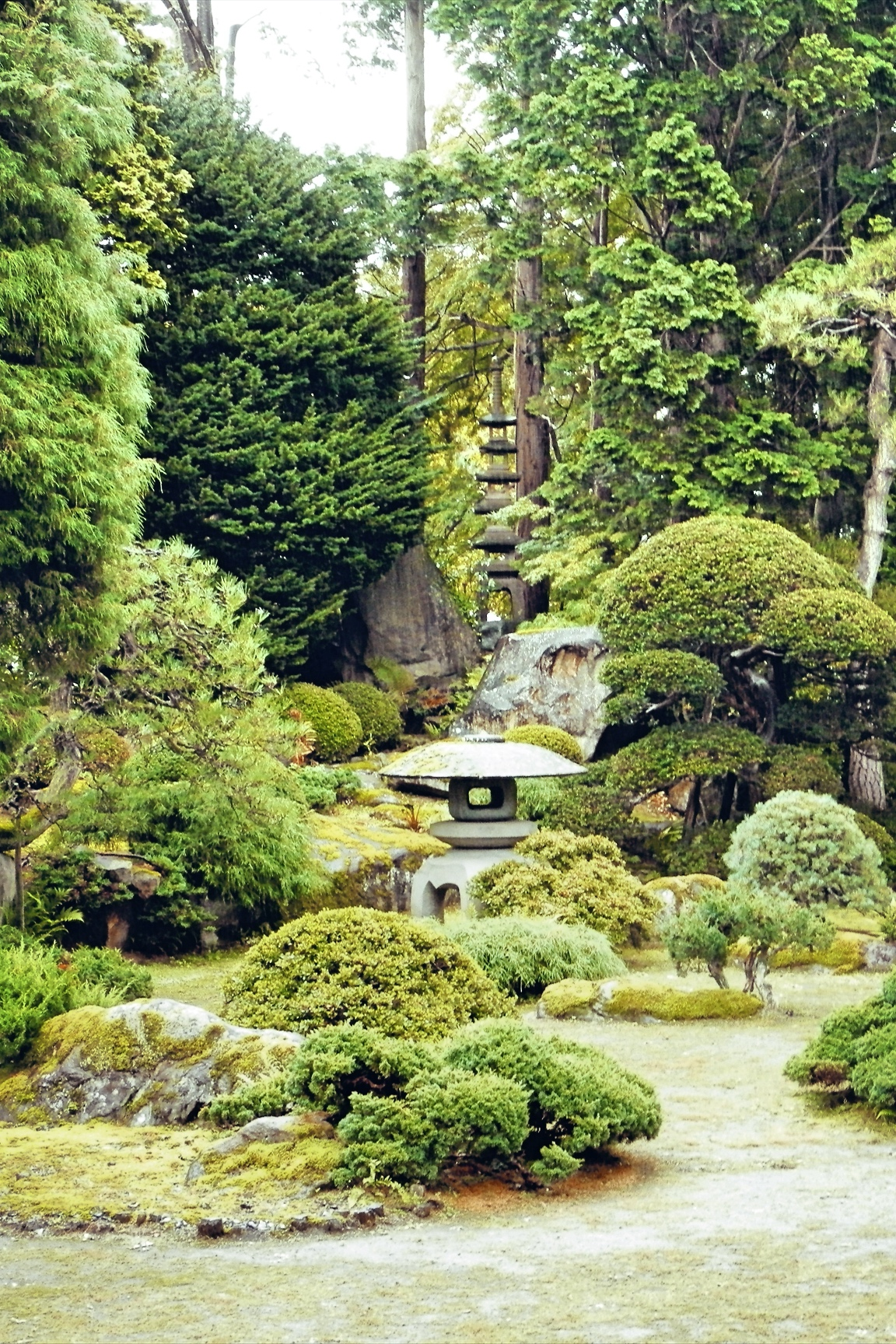
Zuiraku-en

Le Zuiraku-en (瑞楽園) est un jardin sec situé à Hirosaki dans la préfecture d'Aomori au Japon. Les jardins sont désignés lieu de beauté pittoresque. Un pavillon y a été bâti en 1890.

## Source de la traduction
- (en) Cet article est partiellement ou en totalité issu de l’article de Wikipédia en anglais intitulé « Zuiraku-en » (voir la liste des auteurs).